# ARA Santa Cruz (D-12)
El ARA Santa Cruz (D-12) fue un destructor o torpedero de la clase Buenos Aires construido para la marina de guerra de Argentina a fines de la década de 1930.

## Construcción y características
Fue construido por Cammell Laird entre 1937 y 1938 y entregado a la Armada Argentina. El ARA Santa Cruz tenía un desplazamiento de 1375 t, una eslora de 98,45 m, una manga de 10,58 m y un calado de 3,2 m. Su sistema de propulsión constaba de dos turbinas de engranajes y tres calderas, que le permitían desarrollar hasta 35,5 nudos de velocidad. El armamento eran cuatro cañones de 120 mm de calibre, ocho ametralladoras de 12,7 mm y diez tubos lanzatorpedos de 533 mm.

## Historia de servicio
Formó parte de varias operaciones de soberanía , disuasiones y de la movilización a la Antártida de la Flota de Mar en 1948 ante las avanzadas diplomáticas de UK sobre Malvinas y la Antártida.  

Durante el golpe de Estado de septiembre de 1955, el bando sublevado utilizó al ARA Santa Cruz para reprimir las fuerzas leales, contribuyendo a la victoria de la Revolución Libertadora.
Causó baja en 1971.